# FA Cup 1900/01

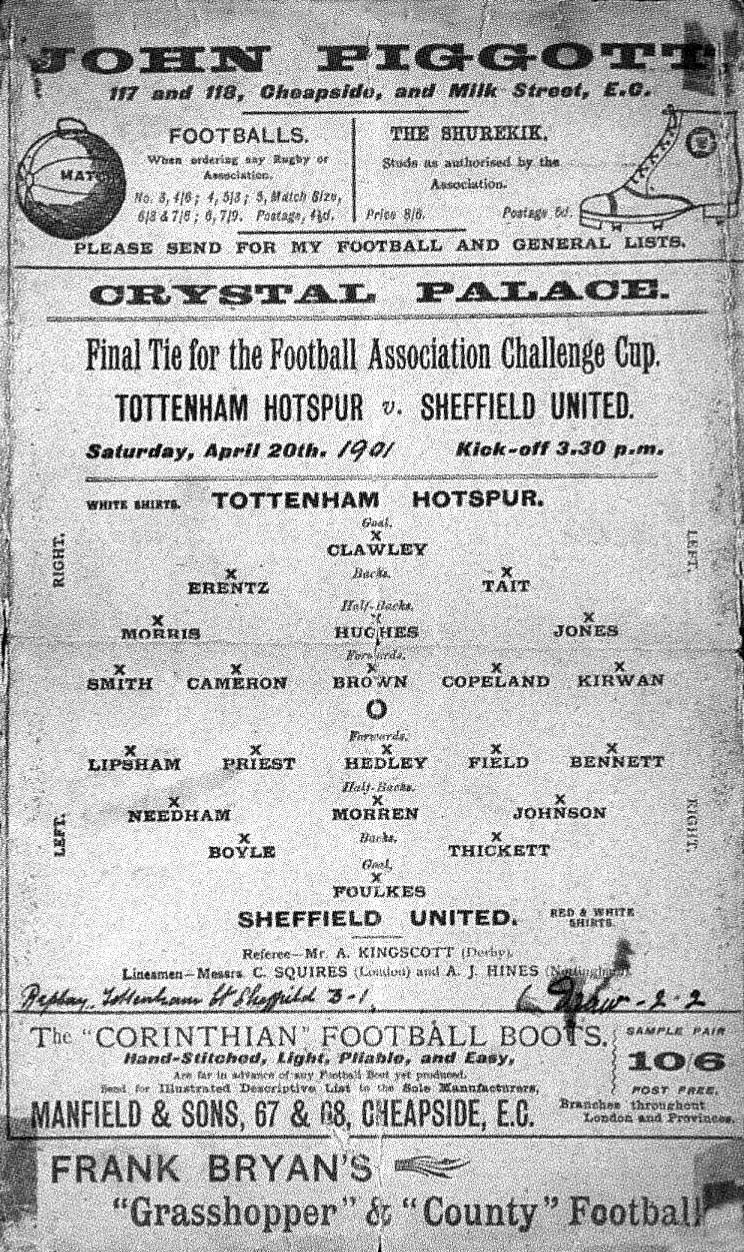
Das Spielprogramm des ersten FA-Cup-Finals von 1901.

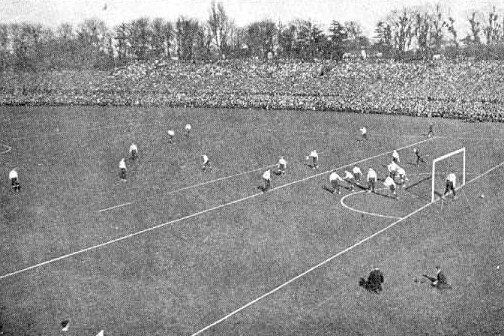
Tottenhams Ausgleichstor zum 1:1 im ersten FA-Cup-Finale von 1901.

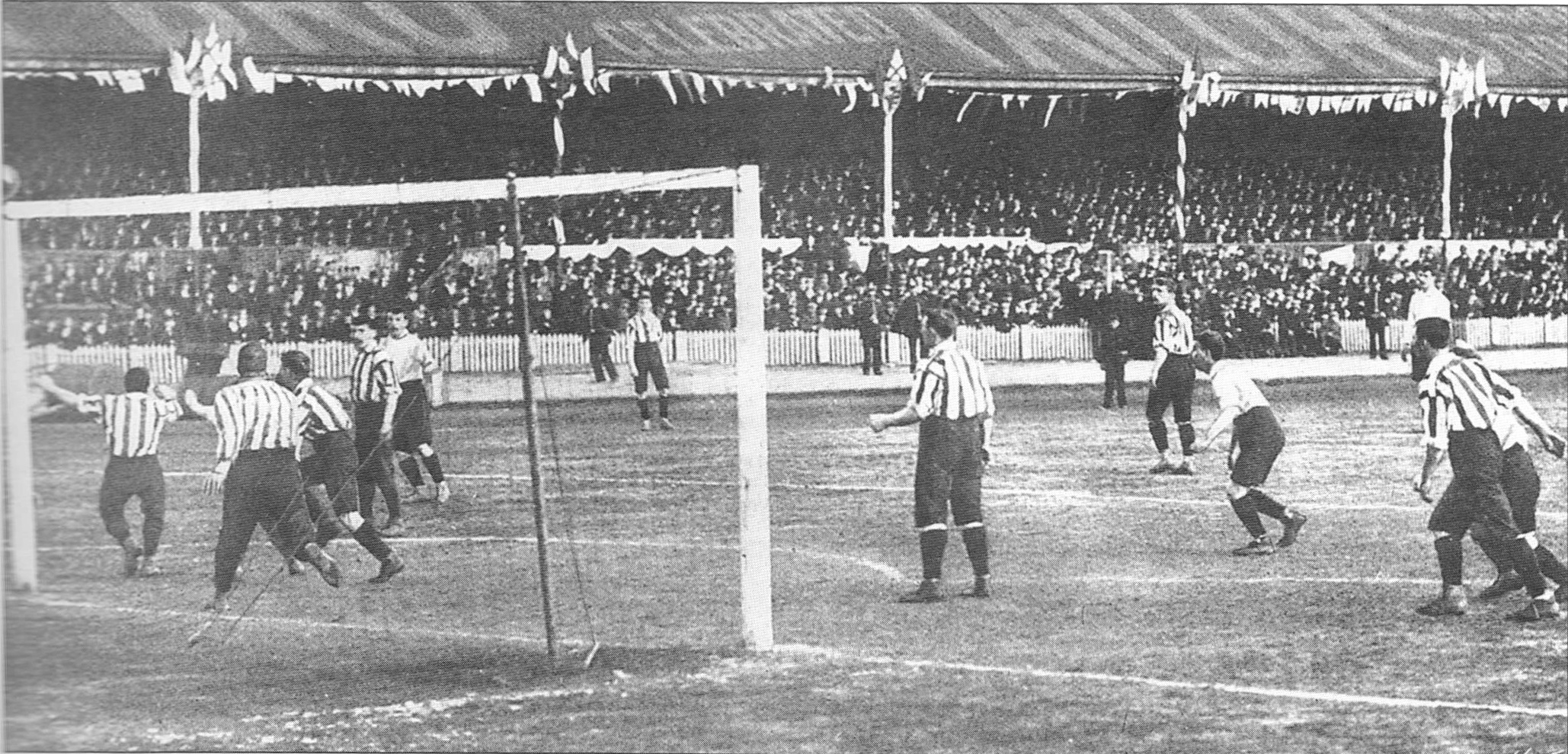
Tottenhams Tor zum 3:1-Endstand im Wiederholungsspiel (1901).

Der FA Cup 1900/01 war die 30. Austragung des The Football Association Challenge Cup (meist als FA Cup bekannt).
Der Pokalwettbewerb startete mit der Qualifikation zwischen dem 22. September 1900 und dem 12. Dezember 1900, der eine Zwischenrunde zwischen dem 5. Januar 1901 und dem 14. Januar 1901 folgte. Die Hauptrunde begann anschließend ab dem 9. Februar 1901 und endete mit den beiden Finalspielen im Crystal Palace in London sowie im Burnden Park in Bolton am 20. April und 27. April 1901 vor Kulissen von offiziell 110.820 Zuschauern (bzw. 20.470 Zuschauern im Wiederholungsspiel). Sieger des Wettbewerbs wurde zum ersten Mal Tottenham Hotspur. Unterlegener Finalist war Sheffield United.

## Wettbewerb

### Zwischenrunde
| Datum          |                   | Ergebnis |                    |
| -------------- | ----------------- | -------- | ------------------ |
| 5. Januar 1901 | Burslem Port Vale | 1:3      | New Brighton Tower |
| 5. Januar 1901 | FC Chesterfield   | 3:0      | FC Walsall         |
| 5. Januar 1901 | Darwen            | 0:2      | Woolwich Arsenal   |
| 5. Januar 1901 | Grimsby Town      | 0:1      | FC Middlesbrough   |
| 5. Januar 1901 | Kettering Town    | 1:0      | Crewe Alexandra    |
| 5. Januar 1901 | Luton Town        | 1:2      | Bristol Rovers     |
| 5. Januar 1901 | Newton Heath      | 3:0      | FC Portsmouth      |
| 5. Januar 1901 | FC Reading        | 1:1      | Bristol City       |
| 5. Januar 1901 | FC Stoke          | 1:0      | FC Glossop         |
| 5. Januar 1901 | West Ham United   | 0:1      | FC Liverpool       |

#### Wiederholungsspiele
| Datum           |              | Ergebnis |              |
| --------------- | ------------ | -------- | ------------ |
| 9. Januar 1901  | Bristol City | 0:0      | FC Reading   |
| 14. Januar 1901 | FC Reading   | 2:1      | Bristol City |

### Erste Hauptrunde
| Datum           |                         | Ergebnis |                    |
| --------------- | ----------------------- | -------- | ------------------ |
| 9. Februar 1901 | Aston Villa             | 5:0      | Millwall Athletic  |
| 9. Februar 1901 | Bolton Wanderers        | 1:0      | Derby County       |
| 9. Februar 1901 | Kettering Town          | 1:1      | FC Chesterfield    |
| 9. Februar 1901 | FC Middlesbrough        | 3:1      | Newcastle United   |
| 9. Februar 1901 | Newton Heath            | 0:0      | FC Burnley         |
| 9. Februar 1901 | Nottingham Forest       | 5:1      | Leicester Fosse    |
| 9. Februar 1901 | Notts County            | 2:0      | FC Liverpool       |
| 9. Februar 1901 | FC Reading              | 2:0      | Bristol Rovers     |
| 9. Februar 1901 | The Wednesday           | 0:1      | FC Bury            |
| 9. Februar 1901 | FC Southampton          | 1:3      | FC Everton         |
| 9. Februar 1901 | Stoke City              | 1:1      | Small Heath        |
| 9. Februar 1901 | AFC Sunderland          | 1:2      | Sheffield United   |
| 9. Februar 1901 | Tottenham Hotspur       | 1:1      | Preston North End  |
| 9. Februar 1901 | West Bromwich Albion    | 1:0      | Manchester City    |
| 9. Februar 1901 | Wolverhampton Wanderers | 5:1      | New Brighton Tower |
| 9. Februar 1901 | Woolwich Arsenal        | 2:0      | Blackburn Rovers   |

#### Wiederholungsspiele
| Datum            |                   | Ergebnis |                   |
| ---------------- | ----------------- | -------- | ----------------- |
| 13. Februar 1901 | FC Burnley        | 7:1      | Newton Heath      |
| 13. Februar 1901 | FC Chesterfield   | 1:2      | Kettering Town    |
| 13. Februar 1901 | Preston North End | 2:4      | Tottenham Hotspur |
| 13. Februar 1901 | Small Heath       | 2:1      | FC Stoke          |

### Zweite Hauptrunde
| Datum            |                   | Ergebnis |                         |
| ---------------- | ----------------- | -------- | ----------------------- |
| 23. Februar 1901 | Aston Villa       | 0:0      | Nottingham Forest       |
| 23. Februar 1901 | Bolton Wanderers  | 0:1      | FC Reading              |
| 23. Februar 1901 | FC Middlesbrough  | 5:0      | Kettering Town          |
| 23. Februar 1901 | Notts County      | 2:3      | Wolverhampton Wanderers |
| 23. Februar 1901 | Sheffield United  | 2:0      | FC Everton              |
| 23. Februar 1901 | Small Heath       | 1:0      | FC Burnley              |
| 23. Februar 1901 | Tottenham Hotspur | 2:1      | FC Bury                 |
| 23. Februar 1901 | Woolwich Arsenal  | 0:1      | West Bromwich Albion    |

#### Wiederholungsspiel
| Datum            |                   | Ergebnis |             |
| ---------------- | ----------------- | -------- | ----------- |
| 27. Februar 1901 | Nottingham Forest | 1:3      | Aston Villa |

### Dritte Hauptrunde
| Datum         |                         | Ergebnis |                      |
| ------------- | ----------------------- | -------- | -------------------- |
| 23. März 1901 | Middlesbrough           | 0:1      | West Bromwich Albion |
| 23. März 1901 | Reading                 | 1:1      | Tottenham Hotspur    |
| 23. März 1901 | Small Heath             | 0:0      | Aston Villa          |
| 23. März 1901 | Wolverhampton Wanderers | 0:4      | Sheffield United     |

#### Wiederholungsspiele
| Datum         |                   | Ergebnis |             |
| ------------- | ----------------- | -------- | ----------- |
| 27. März 1901 | Aston Villa       | 1:0      | Small Heath |
| 27. März 1901 | Tottenham Hotspur | 3:0      | FC Reading  |

### Halbfinale
Die ersten beiden Spiele wurden am 6. April und 8. April 1901 sowie das Wiederholungsspiel am 11. April 1901 ausgetragen.
|                   | Ergebnis |                      | Ort        |
| ----------------- | -------- | -------------------- | ---------- |
| Aston Villa       | 2:2      | Sheffield United     | Nottingham |
| Tottenham Hotspur | 4:0      | West Bromwich Albion | Birmingham |

#### Wiederholungsspiele
|                  | Ergebnis |             | Ort   |
| ---------------- | -------- | ----------- | ----- |
| Sheffield United | 3:0      | Aston Villa | Derby |

### Finale
| Tottenham Hotspur                                  | Tottenham Hotspur | Sheffield United | Sheffield United |
| -------------------------------------------------- | --- | --- | ---------------- |
| Tottenham Hotspur                                  | \| Finale \| \| Samstag, 20. April 1901 in London (Crystal Palace) \| \| Ergebnis: 2:2 (1:1) \| \| Zuschauer: 110.820 \| \| Schiedsrichter: Arthur Kingscott \| \| Spielbericht \| | \| Finale \| \| Samstag, 20. April 1901 in London (Crystal Palace) \| \| Ergebnis: 2:2 (1:1) \| \| Zuschauer: 110.820 \| \| Schiedsrichter: Arthur Kingscott \| \| Spielbericht \|           | Sheffield United |
| Tottenham Hotspur                                  | George Clawley – Harry Erentz, Sandy Tait – Tom Morris, Ted Hughes, Jack Jones – Tom Smith, John Cameron, Sandy Brown, David Copeland, John Kirwan Cheftrainer: John Cameron       | William Foulke – Harry Thickett, Peter Boyle – Harry Johnson, Tom Morren, Ernest Needham – Walter Bennett, Oakey Field, George Hedley, Fred Priest, Bert Lipsham Cheftrainer: John Nicholson | Sheffield United |
| Tottenham Hotspur                                  | 1:1 Sandy Brown (23.) 2:1 Sandy Brown (51.) | 0:1 Fred Priest (10.) 2:2 Walter Bennett (52.) | Sheffield United |
| Finale                                             | | |                  |
| Samstag, 20. April 1901 in London (Crystal Palace) | | |                  |
| Ergebnis: 2:2 (1:1)                                | | |                  |
| Zuschauer: 110.820                                 | | |                  |
| Schiedsrichter: Arthur Kingscott                   | | |                  |
| Spielbericht                                       | | |                  |

| Tottenham Hotspur                                | Tottenham Hotspur | Sheffield United | Sheffield United |
| ------------------------------------------------ | --- | --- | ---------------- |
| Tottenham Hotspur                                | \| Finale (Wiederholungsspiel) \| \| Samstag, 27. April 1901 in Bolton (Burnden Park) \| \| Ergebnis: 3:1 (0:1) \| \| Zuschauer: 20.470 \| \| Schiedsrichter: Arthur Kingscott \| \| Spielbericht \| | \| Finale (Wiederholungsspiel) \| \| Samstag, 27. April 1901 in Bolton (Burnden Park) \| \| Ergebnis: 3:1 (0:1) \| \| Zuschauer: 20.470 \| \| Schiedsrichter: Arthur Kingscott \| \| Spielbericht \| | Sheffield United |
| Tottenham Hotspur                                | George Clawley – Harry Erentz, Sandy Tait – Tom Morris, Ted Hughes, Jack Jones – Tom Smith, John Cameron, Sandy Brown, David Copeland, John Kirwan Cheftrainer: John Cameron                         | William Foulke – Harry Thickett, Peter Boyle – Harry Johnson, Tom Morren, Ernest Needham – Walter Bennett, Oakey Field, George Hedley, Fred Priest, Bert Lipsham Cheftrainer: John Nicholson         | Sheffield United |
| Tottenham Hotspur                                | 1:1 John Cameron (52.) 2:1 Tom Smith (76.) 3:1 Sandy Brown (87.) | 0:1 Fred Priest (40.) | Sheffield United |
| Finale (Wiederholungsspiel)                      | | |                  |
| Samstag, 27. April 1901 in Bolton (Burnden Park) | | |                  |
| Ergebnis: 3:1 (0:1)                              | | |                  |
| Zuschauer: 20.470                                | | |                  |
| Schiedsrichter: Arthur Kingscott                 | | |                  |
| Spielbericht                                     | | |                  |